# 적도의

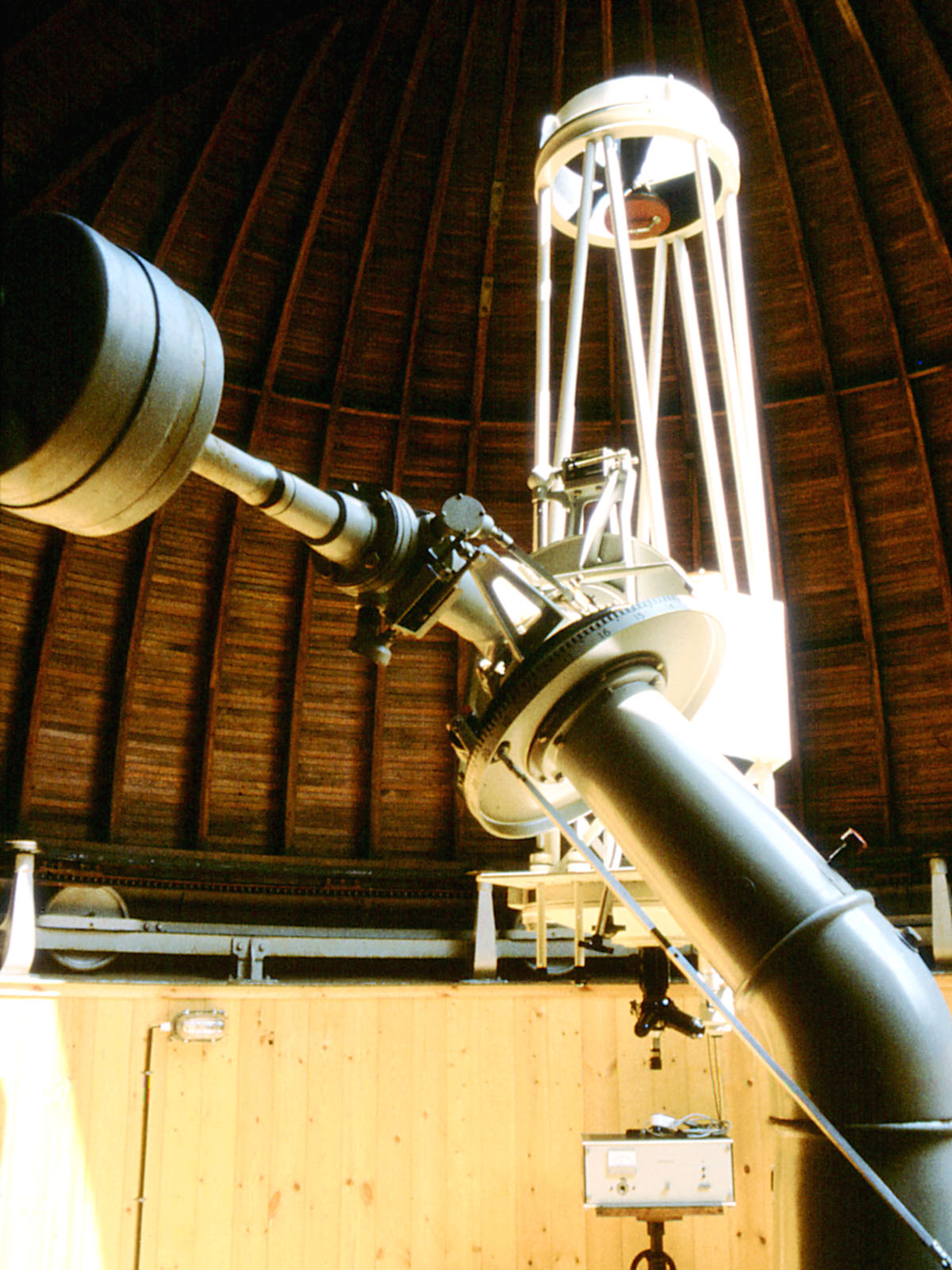
카세그레인식 망원경의 독일식 적도의

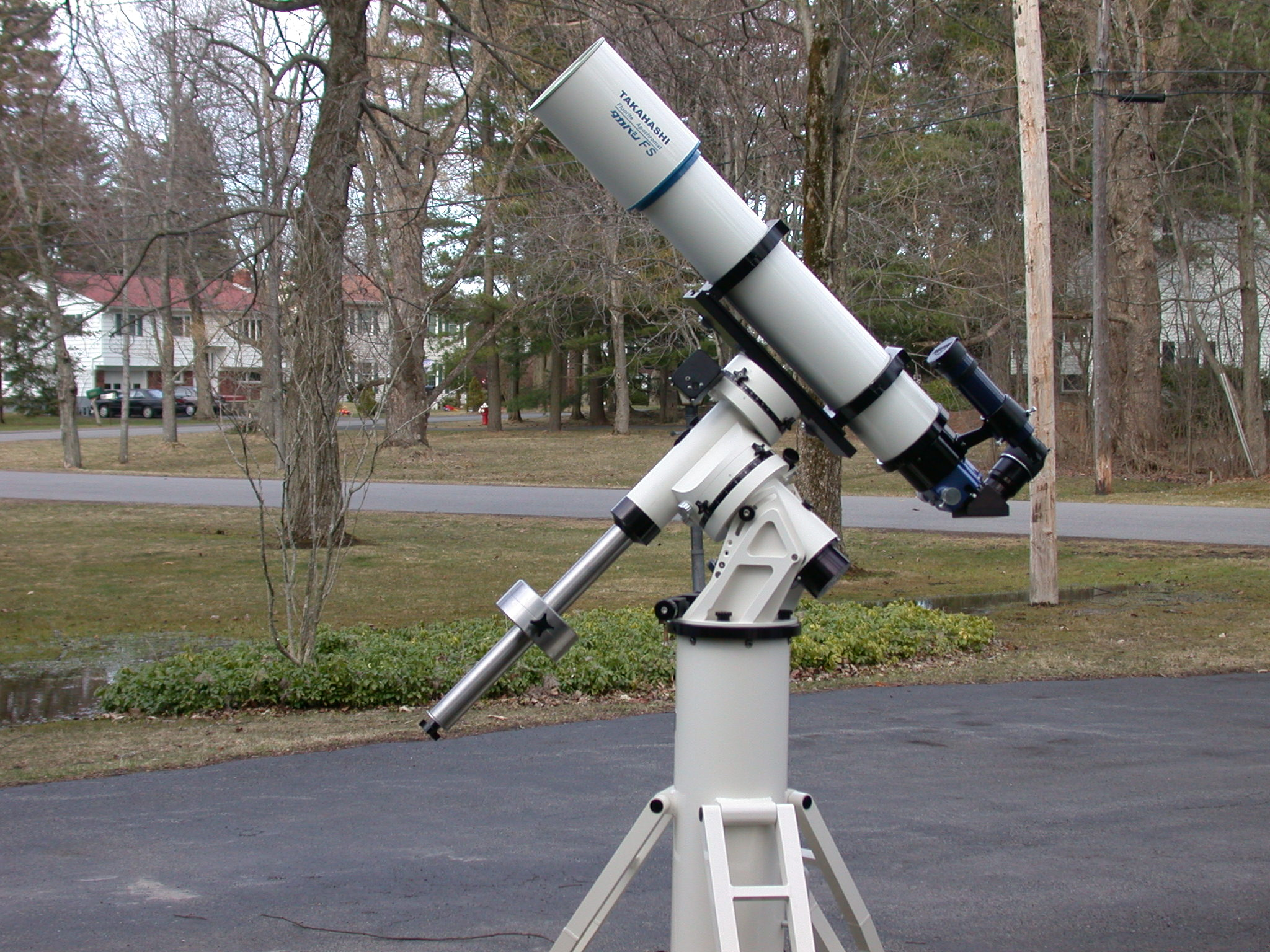
중간크기의 아마추어 망원경을 위해 만들어진 독일식 가대.

적도의(Equatorial mount)는 지구의 자전축과 평행한 회전축을 가진 가대이다. 이러한 형태의 가대는 망원경, 위성 안테나, 천체카메라에 사용된다. 적도의의 장점은 일정한 속도로 한 축을 움직이면서 일주운동을 하는 하늘에서 어떤 물체에 고정하여 따라다니도록 할 수 있다. 위상안테나를 사용할 때, 적도의식 가대는 안테나가 한 쪽을 돌림으로써 몇몇 정지위성을 가리키게 한다.

## 독일식
독일식 가대(German mount)에서 기본이 되는 구조는 T-형태인데, 낮은위치의 막대는 적경축, 위쪽의 막대는 적위축이다. 망원경은 적위축의 한 쪽 끝에 위치하고, 적당한 균형추가 다른쪽 끝에 위치한다. 적경축은 T형의 접합부 아래에 베어링을 가지고 있는데 이것들은 적위축의 윗쪽에서 지탱되지 않는다.

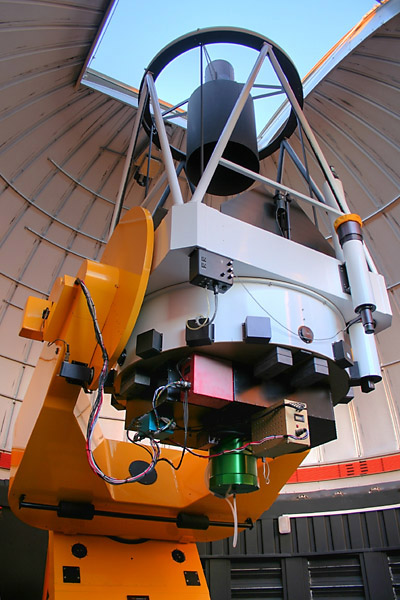
포크식 가대에 있는 1.3m 망원경

## 포크식
포크식 가대(Open fork mount)는 이것의 토대로 적경축에 포크를 가지고 있다. 망원경은 두 개의 선회축점을 제외한 나머지 부분의 포크 끝에 붙어있다. 그래서 적위축에서 움직일 수 있다. 대부분 근래의 질량이 나가는 200mm 혹은 더 큰 직경을 가진 반사망원경은 이런 형태를 가진 경향이 있다. 이 가대는 경위도식 가대와 공통점이 있지만, 방위축은 대개 '웻지(wedge)'라 불리는 철물조각과 지구 자전축이 알맞게 정렬된다. 많은 중간 크기의 전문적인 망원경 또한 적도식 포크를 가지고 있는데 이들은 0.5~2.0m의 직경 범위 내에 있다.

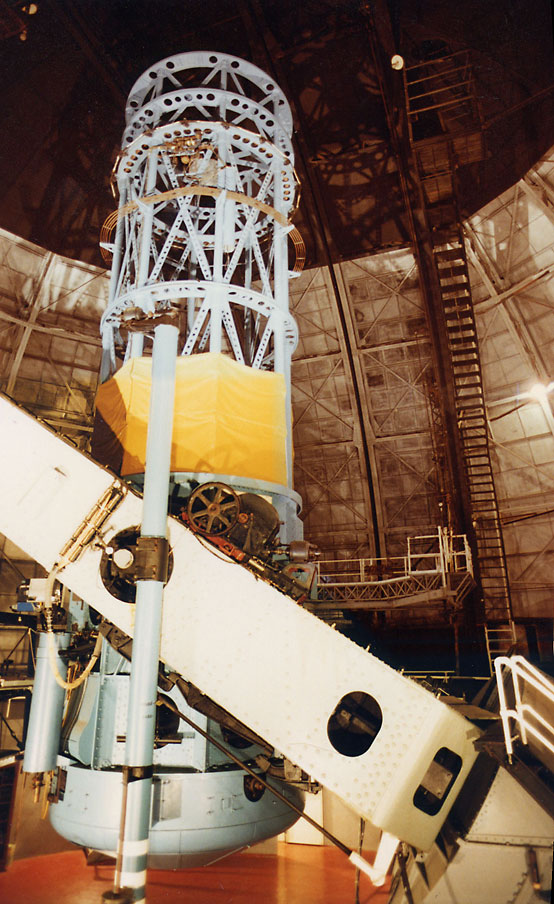
영국식 혹은 요크식 가대 위에 있는 100inch(2.5m)의 hooker망원경

## 영국식
영국식 혹은 요크식 가대(English or york mount)는 뼈대 혹은 이음쇠를 각각 적경축 윗쪽 또는 아랫쪽 끝에 가지고 있고, 망원경은 이것이 적위축 위에서 움직이도록 이음쇠의 중앙점 내부에 붙어있다.
윌슨산에 위치한 윌슨 2.5m반사망원경과 같이 예외가 있음에도 불구하고 망원경은 대개 완전히 포크 내부에 위치되고, 독일식 가대가 가지고 있는 평형추가 없다. 본래의 영국식 포크 디자인은 망원경이 천구의 북극 혹은 남극 근처를 가리키지 못하는 단점이 있다. 후에 수정을 거듭하여 이러한 문제들을 극복했다. 예를 들어 헤일 망원경이 가지고 있었던 가대는 천구의 북극을 가리키기위해 큰 말굽 모양으로 변형시켰다.

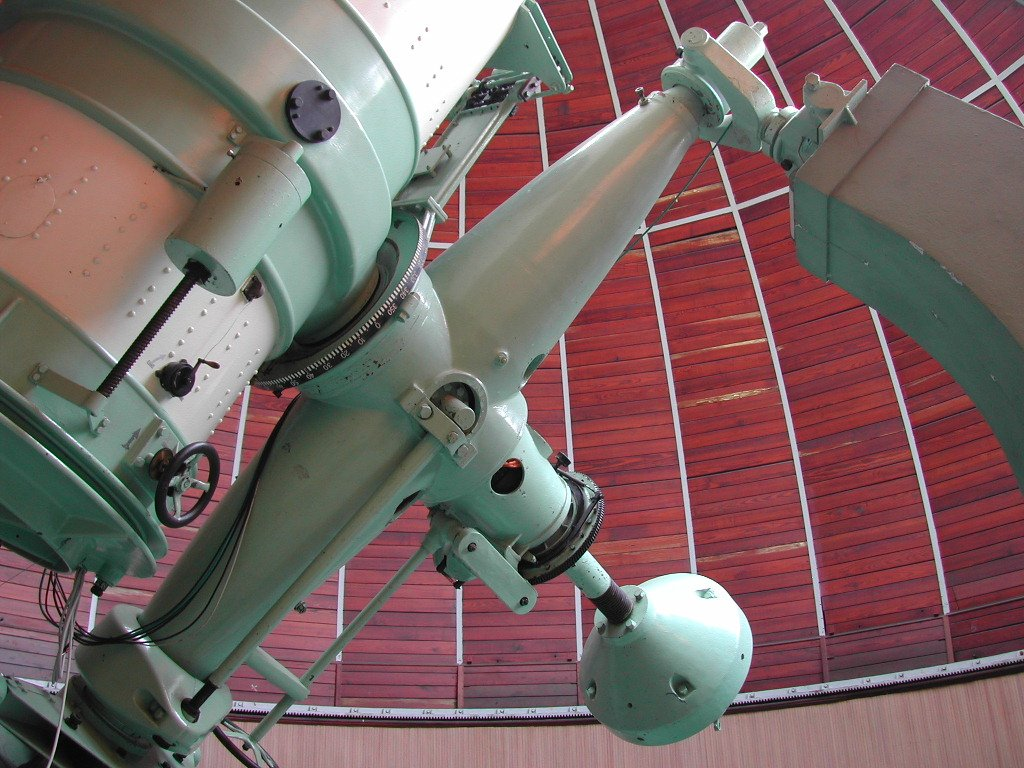
교차축 가대에 있는 1m 자이스 망원경.

## 교차축 가대
교차축 혹은 영국식 교차축 가대는 큰 (+)기호와 같이 보인다. 적경축은 양쪽 끝에 의해 지지되고 적위축은 한 쪽 끝에는 망원경이, 다른 쪽 끝에는 균형추가 달려있는 채로 적경축의 중앙에 가까이 붙어 있다.

## 같이 보기
- 경위대